# 산소 비발생 광합성

황화물은 녹색황세균의 광합성 중에 환원제로 사용된다.</br>1. 빛 형태의 에너지.</br>2. 광의존적 반응은 빛이 반응 중심을 여기시킬 때 일어나며, 반응 중심은 전자를 다른 분자에 공여하고 전자전달계를 시작하여 ATP와 NADPH를 생성한다.</br>3. NADPH가 생성되면 산소 발생 광합성과 마찬가지로 캘빈 회로가 진행되어 CO_{2}가 포도당으로 전환된다.

산소 비발생 광합성(酸素非發生光合成, 영어: anoxygenic photosynthesis)은 일부 세균과 고세균이 사용하는 특별한 형태의 광합성으로, 사용되는 환원제(예: 물 대신 황화 수소)와 생성되는 부산물(예: 산소 분자(O2) 대신 황 원소)에서 식물이 수행하는 산소 발생 광합성과 차이가 난다.

## 세균과 고세균
녹색황세균, 홍색 및 녹색 사상 광영양생물(예: 녹만균강), 홍색세균, 아키도박테리움균류, 헬리오박테리아과와 같은 여러 부류의 세균들이 산소 비발생 광합성을 수행할 수 있다.
일부 고세균(예: 할로박테리움속)은 대사 기능을 위해 빛 에너지를 포착하기 때문에 광영양성이지만 탄소를 고정(즉, 광합성)하는 것으로 알려진 것은 없다. 엽록소 유형 수용체 및 전자전달계 대신 할로로돕신과 같은 단백질은 다이테르펜의 도움으로 빛 에너지를 포착하여 이온을 농도 기울기에 역행하여 이동시키고 미토콘드리아 방식의 화학삼투를 통해 ATP를 생성한다.

## 색소
산소 비발생 광합성을 수행하는 데 사용되는 광색소는 엽록소와 유사하지만 분자 세부사항과 흡수되는 빛의 최대 파장이 다르다. 세균엽록소 a~g는 자연적인 막 환경 내에서 근적외선을 최대로 흡수한다. 이는 주요 식물 및 남세균의 색소인 엽록소 a와는 다르며, 최대 흡수 파장은 약 100 nm 더 짧다(가시광선의 적색광).

## 반응 중심
세균에는 두 가지 주요 유형의 혐기성 광합성 전자전달계가 있다. 제I형 반응 중심은 녹색황세균, 클로라시도박테리움속, 헬리오박테리아과에서 발견되는 반면 제II형 반응 중심은 녹만균강, 홍색세균에서 발견된다.

### 제I형 반응 중심
모델 생물인 클로로바쿨룸 테피둠(Chlorobaculum tepidum)에 존재하는 것과 같이 녹색황세균의 전자전달계는 반응 중심 세균엽록소쌍인 P840을 사용한다. 빛이 반응 중심에 흡수되면 P840은 큰 음의 환원 전위를 갖는 들뜬 상태에 들어가고 쉽게 전자를 세균엽록소 663에 공여하여 전자전달계를 따라 전달된다. 전자는 NAD+를 NADH로 환원하는 데 사용될 때까지 일련의 전자 운반체와 복합체를 통해 전달된다. P840의 재생은 사이토크롬 c555에 의해 황화 수소(또는 수소 또는 철)로부터 황화물 이온이 산화되어 달성된다.

### 제II형 반응 중심
제II형 반응 중심은 구조적으로나 순서적으로 식물의 엽록체와 남세균의 광계 II와 유사하지만 산소 비발생 광합성을 하는 것으로 알려진 생물체에는 광계 II의 산소 발생 복합체와 유사한 영역이 없다.
홍색비황세균의 전자전달계는 반응 중심의 세균엽록소 쌍인 P870이 빛을 흡수하여 흥분될 때 시작된다. 여기된 P870은 세균페오피틴으로 전자를 공여하고 세균페오피틴은 전자를 전자전달계의 일련의 전자 운반체로 전달한다. 이 과정에서 화학삼투에 의해 ATP를 합성하는 데 사용할 수 있는 전기화학적 기울기가 생성된다. 과정을 새로 시작하려면 반응 중심에 도달하는 광자가 다시 사용될 수 있도록 P870을 재생(환원)해야 한다. 세균에서 수소 분자(H2)는 일반적인 전자 공여체이다.

## 같이 보기
- 산소 발생 광합성
- 반응 중심